# Museo a cielo aperto dell'architettura moderna
Il museo a cielo aperto dell'architettura moderna (MaAM) è un complesso museale di Ivrea, in Piemonte.

## Descrizione
Inaugurato nel 2001, il museo è situato presso il complesso Olivetti di via Jervis. Al suo interno si possono identificare sette stazioni che descrivono l'impegno della Olivetti nella promozione dell'architettura, dell'urbanistica, del disegno industriale e della grafica pubblicitaria. Il polo museale include inoltre il complesso quattrocentesco di San Bernardino, all'interno del quale si possono trovare degli affreschi di Giovanni Martino Spanzotti appartenenti alla famiglia Olivetti.